# Shadows of Doubt
Shadows of Doubt é um jogo eletrônico com temática de detetive furtivo em primeira pessoa desenvolvido pela ColePowered Games e publicado pela Fireshine Games. Lançado de forma antecipada em 24 de abril de 2023 para Windows. Na sequência do lançamento, Shadows of Doubt obteve análises favoráveis, com os críticos destacando o design inovador da jogabilidade aberta do jogo, enquanto criticavam seus elementos repetitivos e bugs. O jogo foi lançado de forma completa em 26 de setembro de 2024, na mesma data com um lançamento digital no Xbox Series S/X e PlayStation 5.

## Gameplay
Shadows of Doubt é um jogo de investigação policial em primeira pessoa ambientado em um mundo aberto. Nele, o jogador assume o papel de um detetive particular que investiga casos de assassinato em uma cidade gerada proceduralmente. Cada cidade é única, com disposição, habitantes, rotinas e crimes distintos, sendo possível personalizar o nome, o tamanho e a semente do mundo ao iniciar um novo jogo.
O jogador pode sintonizar transmissões da polícia e é notificado sempre que um homicídio ocorre, momento em que pode iniciar uma nova investigação. As circunstâncias dos crimes são aleatórias: os assassinatos podem acontecer em qualquer local e horário, qualquer cidadão pode estar envolvido, e há diversos meios letais que podem ter sido utilizados. As pistas disponíveis também variam, podendo incluir digitais, gravações de câmeras de segurança, testemunhos e outros indícios.
Durante as investigações, o jogador precisa lidar com desafios como pistas enganosas, provas que podem desaparecer com o tempo, sistemas de segurança — que vão desde portas trancadas até torres automatizadas — e cidadãos hostis que podem reagir negativamente caso vejam o jogador agir fora da lei.
O jogador pode encerrar uma investigação de assassinato preenchendo e enviando um formulário de resolução de caso à prefeitura da cidade. Esse documento possui cinco campos: o nome completo do suspeito, seu endereço residencial, uma evidência que comprove sua presença na cena do crime, a arma utilizada e a informação sobre sua prisão. Embora apenas o nome do culpado seja necessário para concluir o caso, cada campo adicional corretamente preenchido garante uma recompensa financeira extra.
Caso o jogador acuse injustamente um cidadão inocente, ele será penalizado com uma multa, e o verdadeiro assassino permanecerá livre, podendo fazer novas vítimas. Após a conclusão de um caso, o jogo eventualmente designa outro morador da cidade como novo responsável por uma sequência de crimes, iniciando uma nova investigação para o jogador.
O principal objetivo do jogador é acumular crédito social ao solucionar casos de assassinato. Ao atingir o nível máximo desse crédito, o jogador tem a possibilidade de deixar a cidade e se aposentar, encerrando a jornada no jogo. Paralelamente, o dinheiro obtido tanto nas investigações quanto em trabalhos temporários é essencial para adquirir ferramentas investigativas, alugar e mobiliar um apartamento, arcar com despesas médicas em caso de ferimentos, pagar multas e até subornar cidadãos em troca de informações ou acesso a áreas restritas.

## Trama

Shadows of Doubt se passa em uma linha do tempo alternativa que se desvia da história real a partir de 1610. Nesse cenário, Henrique IV da França sobrevive à tentativa de assassinato, o que permite que a invenção da máquina de tricô por William Lee desencadeie uma revolução industrial antecipada na França. Como consequência, a rebelião jacobita de 1745 é bem-sucedida na Inglaterra, resultando na coroação de Charles Edward Stuart como Rei Charles III. Esse evento estabelece uma paz duradoura entre França e Inglaterra, culminando na criação do Império Anglo-Francês sob o reinado de Luís XVI, que consegue suprimir a Revolução Americana em 1776.
O império, no entanto, entra em colapso durante a Guerra da Mostarda, travada entre 1891 e 1901, período marcado por intensas rebeliões. Em 1902, o regime é substituído pelos Estados Unidos Atlânticos (UAS), uma nova república democrática que institucionaliza a personalidade jurídica das corporações como forma de impulsionar a recuperação econômica. Décadas depois, em 1965, a megacorporação Starch Kola — a mais antiga do mundo — é eleita presidente da UAS e assume o controle da segurança pública, substituindo as forças policiais tradicionais pelos Enforcers, sua força de segurança privada.
A história do jogo se passa em 1979, em uma realidade alternativa onde o jogador é um cidadão dos Estados Unidos Atlânticos (UAS). Nesse cenário distópico, a sociedade enfrenta os efeitos da hiperindustrialização, da contaminação causada pela Guerra da Mostarda e da elevação dos mares provocada pelo aquecimento global. Como resultado, grande parte da população vive confinada em cidades densamente povoadas, cobertas por poluição e cercadas por águas tóxicas.
O sonho comum entre os habitantes da UAS é alcançar um nível elevado de crédito social, o suficiente para se aposentar em The Fields, um distrito exclusivo situado — ao que tudo indica — em uma das últimas áreas ambientalmente preservadas do mundo. O jogador, ex-membro da força policial, dispõe de habilidades e equipamentos que o capacitam a atuar como detetive freelancer.
Com a atuação dos Enforcers — a polícia corporativa — limitada e descentralizada, cidadãos comuns são autorizados a investigar homicídios, reunir provas e capturar suspeitos, recebendo em troca compensações financeiras e avanços em seu índice de crédito social. No entanto, conduzir uma investigação bem-sucedida fora das estruturas oficiais frequentemente exige contornar regras, e por vezes, violar a própria lei.

## Desenvolvimento
Shadows of Doubt foi desenvolvido pela ColePowered Games, estúdio liderado pelo desenvolvedor Cole Jeffriesa. O projeto teve início em 2018 como um jogo isométrico em 2D focado em simulação de negócios, no qual o jogador administrava uma agência de detetives encarregada de solucionar crimes em uma cidade povoada por cidadãos gerados proceduralmente.

Trecho de um dos mapas do jogo

Com o tempo, o conceito evoluiu para uma experiência em primeira pessoa em ambiente 3D, onde o jogador assume diretamente o papel de um detetive solitário. Muitos dos modelos e conceitos utilizados no jogo foram adaptados de Concrete Jungle (2015), título anterior de Jeffries que mesclava pixel art com elementos em voxel.
Jeffries declarou ter se inspirado em jogos como System Shock e Deus Ex para a criação do sistema de interação com objetos em primeira pessoa. Do ponto de vista estético, o projeto incorporou influências do gênero noir, das paisagens urbanas do pintor John Atkinson Grimshaw e dos interiores de meados do século XX, especialmente os concebidos por designers como Verner Panton.
Com a pandemia de COVID-19 foi interrompido o cronograma de desenvolvimento, embora uma demo jogável tenha sido criada para a exposição EGX Rezzed cancelada em 2020. O escritor Stark Holborn foi trazido para o projeto para desenvolver o cenário.
Um teste alfa fechado de Shadows of Doubt envolvendo 250 participantes foi realizado em meados de 2021. Isso foi seguido por uma demonstração pública que foi disponibilizada pela primeira vez durante o Steam NextFest em fevereiro de 2023, após o qual a ColePowered Games confirmou a data de lançamento de acesso antecipado do jogo.

## Recepção

### Pré-lançamento
Descrevendo a versão de acesso antecipado de Shadows of Doubt como "incrivelmente revigorante", Rachel Watts do Rock Paper Shotgun elogiou o jogo por sua investigação "emocionante" e vantagens sobre jogos de detetive com script, elogiando o design "sem intervenção" do jogo, apesar de seu ritmo "avassalador" e falhas de investigação. Zoey Handley do Destructoid achou que o jogo tinha um potencial "incrível", citando o mundo "crível" e persistente do jogo e o trabalho de caso "divertido", mas observando que o estado do jogo era "muito difícil" e "às vezes pode quebrar de maneiras interessantes e desafiar a lógica". Ao elogiar o ciclo de jogo "divertido" e o design aberto "impressionante" do jogo, Liv Ngan da Eurogamer considerou Shadows of Doubt pouco envolvente e o mundo "estereotipado" devido ao seu cenário processual, observando os elementos repetitivos do jogo, a falta de comportamento do jogador no resultado de um caso e os estilos visuais e culturas inconsistentes no cenário do jogo.

### Pós-lançamento
Shadows of Doubt recebeu críticas "mistas ou médias" dos críticos, de acordo com o agregador de análises Metacritic,  e 67% dos críticos recomendaram o jogo, de acordo com o OpenCritic.
Os críticos geralmente elogiaram a abordagem aberta do jogo para a jogabilidade de detetive, com vários relatando suas experiências em realizar uma cadeia complexa de ações para completar casos. PCGamesN descreveu Shadows of Doubt como um dos melhores jogos de detetive no PC, com Paul Kelly escrevendo que a mecânica de investigação do jogo oferecia "liberdade completa" e era gratificante.  Brendan Caldwell do Rock Paper Shotgun considerou que o design aberto do jogo se prestava a uma jogabilidade "interessante, engraçada e única". Justin Wood da CGMagazine elogiou a mecânica investigativa como um "recurso de destaque" do jogo devido à jogabilidade "orgânica e desafiadora" e "inúmeros caminhos para progressão".  Descrevendo Shadows of Doubt como "um dos melhores jogos de mistério já feitos", Ryan Woodrow da Sports Illustrated elogiou o jogo como "verdadeiramente único" devido à sua jogabilidade "sem intervenção", embora afirmando que essa abordagem poderia ser "obtusa" e levar a becos sem saída "frustrantes".
Os críticos expressaram avaliações mistas sobre o uso da geração procedural em sua jogabilidade detetivesca. Caldwell elogiou o "compromisso do jogo com a simulação" e o descreveu como um "jogo profundamente complexo e emergente ", embora tenha considerado o comportamento "um pouco instável" dos personagens, o diálogo repetitivo e o design dos casos que expuseram algumas das "limitações do mundo do jogo". Kelly afirmou que o "denso sandbox" do jogo proporcionou a criação de um "mundo vivo" com "habitantes totalmente realizados", mas outros aspectos ficaram aquém, devido às interações "repetitivas e insossas" e à falta de consequências para a investigação.  Wolens expressou que muitos itens e interações eram propensos à repetição, e as qualidades geradas dos habitantes da cidade careciam de um elemento orgânico e social que tornasse os indivíduos memoráveis.  Wood considerou a narrativa do jogo "envolvente e vital", mas observou que o design procedural significava que os casos careciam de um "tecido conjuntivo real" na criação de uma história mais ampla.

Quadro investigativo

Muitos críticos criticaram a persistência de problemas técnicos na versão completa de Shadows of Doubt. Wolens encontrou "algumas reclamações técnicas e mecânicas", achando que o jogo consumia muitos recursos e que a geração de cidades maiores era impossível de jogar.  Kelly afirmou que comportamentos inesperados e cheios de bugs de NPCs poderiam "quebrar a ilusão" da simulação.  Wood criticou os "problemas e imperfeições técnicas" do jogo no console, devido a travamentos, longos tempos de carregamento, bugs no menu e no cursor e erros com o comportamento das evidências que tornavam a conclusão dos casos impossível.
Segundo o site PSX Brasil, embora a liberdade investigativa de Shadows of Doubt seja impressionante, o título sofre com problemas de usabilidade em consoles, como uma interface pouco intuitiva e travamentos frequentes na navegação pelos menus. A análise também destacou a imersão do mundo, mas criticou a repetitividade de algumas interações. Em análise publicada pelo Meio Bit, o jogo foi comparado a uma temporada de True Detective, destacando a atmosfera noir, o clima de paranoia e o senso de vigilância constante. O autor enalteceu a forma como a geração procedural cria cidades únicas e imersivas, mesmo que imperfeitas, contribuindo para uma experiência singular de investigação.